# Copa de fútbol femenino de Alemania 2021-22
La Copa de fútbol femenino de Alemania 2021-22 fue la 42va temporada de la segunda competición más importante del fútbol femenino en Alemania luego de la Bundesliga Femenina. Participaron 54 equipos de la primera y de la segunda división. La competición comenzó el 21 de agosto de 2021 y terminó el 28 de mayo de 2022. El VfL Wolfsburgo ganó su 8º título consecutivo.

## Resultados

### Primera ronda
El sorteo se realizó el 13 de julio y los partidos se jugaron el 21 y el 21 de agosto de 2021.
| Equipo 1                 | Resultado   | Equipo 2                     |
| ------------------------ | ----------- | ---------------------------- |
| Rostocker FC             | 1–0         | HSV Langenfeld               |
| Holstein Kiel            | 0–7         | Hamburger SV                 |
| SV Berghofen             | 0–2         | FSV Gütersloh                |
| 1. FC Saarbrücken        | 2–2 (3-5 p) | 1. F. C. Núremberg           |
| TSG Lütter               | 0–7         | 1. FC Colonia                |
| SV Ober-Olm.             | 1–4         | Hegauer FV                   |
| SpVgg Herne-Horsthausen  | 0–13        | SV Henstedt-Ulzburg          |
| Sportfreunde Siegen      | 17–0        | TuS Immendorf                |
| ATS Buntentor            | 0–10        | RB Leipzig                   |
| Phoenix Leipzig          | 0–4         | MSV Duisburgo                |
| FC Ingolstadt            | 0–2         | SG Andernach                 |
| Magdeburger FFC          | 0–3         | SV Meppen                    |
| Germania Ebing           | 3–2         | Viktoria Waldenrath-Straeten |
| Jahn Calden              | 0–2         | FF USV Jena                  |
| Arminia Bielefeld        | 1–1 (3-2 p) | Viktoria Berlin              |
| FSV Babelsberg'          | 5–2         | Pfeil Broistedt              |
| Jahn Delmenhorst         | 8–1         | ATS Buntentor                |
| 1. FC Riegelsberg.       | 0–5         | SV Elversberg                |
| Hannover 96              | 4–0         | Hertha Zehlendorf            |
| Würzburger Kickers       | 2–0         | FV 09 Nürtingen              |
| Karlsruher SC            | 3–0         | 1. FFC Niederkirchen         |
| Borussia Mönchengladbach | 0–4         | Borussia Bocholt             |
| Lok Meiningen            | 1–6         | Wormatia Worms               |

### Segunda ronda
Los partidos se jugaron entre el 25 y el 27 de septiembre de 2021.
| Equipo 1           | Resultado   | Equipo 2            |
| ------------------ | ----------- | ------------------- |
| Hamburger SV       | 1–1 (3-2 p) | FSV Gütersloh       |
| Germania Ebing     | 0–10        | SC Freiburg         |
| Borussia Bocholt   | 0–1         | Werder Bremen       |
| Hannover 96        | 1–5         | Turbine Potsdam     |
| SG Andernach       | 0–1         | SC Sand             |
| SV Elversberg.     | 0–6         | FC Bayern Múnich    |
| Hegauer FV         | 0–2         | FF USV Jena         |
| FSV Babelsberg     | 0–6         | Sportfreunde Siegen |
| FF USV Jena        | 0–1         | SGS Essen           |
| RB Leipzig         | 1–3         | Bayer 04 Leverkusen |
| Arminia Bielefeld. | 0–6         | 1. FC Colonia       |
| Rostocker FC       | 0–7         | SV Henstedt-Ulzburg |
| Wormatia Worms     | 0–2         | Karlsruher SC       |
| Würzburger Kickers | 0–5         | TSG 1899 Hoffenheim |
| 1. F. C. Núremberg | 0–5         | Eintracht Fráncfort |
| MSV Duisburgo      | 1–3         | VfL Wolfsburgo      |

## Fase final

### Octavos de final
Los partidos se jugaron el 30 y 31 de octubre y 1 de noviembre de 2021.
| Equipo 1            | Resultado   | Equipo 2            |
| ------------------- | ----------- | ------------------- |
| Karlsruher SC       | 1–3         | FF USV Jena         |
| FC Bayern Múnich    | 4–2         | Eintracht Fráncfort |
| Werder Bremen       | 0–1         | SC Sand             |
| Sportfreunde Siegen | 0–9         | SV Henstedt-Ulzburg |
| Turbine Potsdam     | 2–0         | 1. FC Colonia       |
| Bayer 04 Leverkusen | 2–2 (5-4 p) | TSG 1899 Hoffenheim |
| Hamburger SV        | 0–1         | SGS Essen           |
| SC Freiburg         | 2–2         | VfL Wolfsburgo      |

### Cuartos de final
El sorteo se realizó el 7 de noviembre de 2021. Los partidos se jugaron entre el 28 de febrero y el 1 de marzo de 2022.
| 28 de febrero de 2022, 18:30 | FF USV Jena        | 1:9 (1:4) | FC Bayern Múnich | Ernst-Abbe-Sportfeld, Jena                                |                                                           |
|                              | Glas 60' (Autogol) | Reporte   | - Kremlitschka 9' - Damnjanović 25' 37' - Magull 43' - Bühl 49' - Kumagai 55' - Adam 77' (Autogol) - Asseyi 83' - Rall 88' | Asistencia: 480 espectadores Árbitra: Franziska Wildfeuer | Asistencia: 480 espectadores Árbitra: Franziska Wildfeuer |

| 1 de marzo de 2022, 19:00 | SGS Essen      | 1:2 (1:1) | Bayer 04 Leverkusen | Stadion Essen, Essen                                      |                                                           |
|                           | - Endemann 12' | Reporte   | Zeller 21' 104'     | Asistencia: 1.013 espectadores Árbitra: Nadine Westerhoff | Asistencia: 1.013 espectadores Árbitra: Nadine Westerhoff |

| 2 de marzo de 2022, 18:00 | VfL Wolfsburgo                                                                   | 7:0 (2:0) | SC Sand | AOK Stadium, Wolfsburgo                               |                                                       |
|                           | - Janssen 14'(p) - Rauch 16' - Smits 64' 66' - Blomqvist 68' 85' - Wedemeyer 90' | Reporte   |         | Asistencia: 438 espectadores Árbitra: Katrin Rafalski | Asistencia: 438 espectadores Árbitra: Katrin Rafalski |

| 2 de marzo de 2022, 19:00 | SV Henstedt-Ulzburg | 0:7 (0:5) | Turbine Potsdam                                                                                      | Stadion Beckersberg, Henstedt-Ulzburg                       |                                                             |
|                           |                     | Reporte   | - Orschmann 9' - Barth 18' - Kössler 22' - Cerci 24' - Weidauer 30' - Plattner 86' - Chmielinski 90' | Asistencia: 750 espectadores Árbitra: Anna-Lena Heidenreich | Asistencia: 750 espectadores Árbitra: Anna-Lena Heidenreich |

### Semifinales
El sorteo se realizó el 6 de marzo de 2022. Los partidos se jugaron el 17 y 18 de abril de 2022.
| 17 de abril de 2022, 12:30 | Bayern de Múnich     | 1:3 (0:1) | VfL Wolfsburgo              | FC Bayern Campus, Múnich                                |                                                         |
|                            | - Damnjanović 50'(p) | Reporte   | Roord 19' 61' - Waßmuth 80' | Asistencia: 2.332 espectadores Árbitra: Fabienne Michel | Asistencia: 2.332 espectadores Árbitra: Fabienne Michel |

| 18 de abril de 2022, 18:30 | Bayer 04 Leverkusen                             | 1:1 (0:0) (3–4 p.)         | Turbine Potsdam                                        | Ulrich-Haberland-Stadion, Leverkusen                    |                                                         |
|                            | Blagojević 66'(p)                               | Reporte                    | Kerschowski 83'(p)                                     | Asistencia: 2.000 espectadores Árbitro(s): Riem Hussein | Asistencia: 2.000 espectadores Árbitro(s): Riem Hussein |
|                            |                                                 | Tiros desde el punto penal |                                                        |                                                         |                                                         |
|                            | - Kögel - Zeller - Nikolić - Siems - Blagojević |                            | - Kössler - Kerschowski - Holmgaard - Weidauer - Agrež |                                                         |                                                         |

### Final
| 28 de mayo de 2021, 16:45 | VfL Wolfsburgo | 4–0     | Turbine Potsdam                           | Estadio Rhein Energie, Colonia                              |                                                             |
|                           |                | Reporte | - Pajor 11' 32' - Roord 42' - Janssen 69' | Asistencia: 17.531 espectadores Árbitro(s): Karoline Wacker | Asistencia: 17.531 espectadores Árbitro(s): Karoline Wacker |

|  |  |

| GK           | 1  | Almuth Schult            |     |     |
| RB           | 2  | Lynn Wilms               | 28' | 59' |
| CB           | 4  | Kathrin Hendrich         |     |     |
| CB           | 6  | Dominique Janssen        | 83' |     |
| LB           | 13 | Felicitas Rauch          |     |     |
| DM           | 5  | Lena Oberdorf            | 49' | 83' |
| RW           | 10 | Svenja Huth (c)          |     |     |
| CM           | 14 | Jill Roord               | 43' | 59' |
| CM           | 8  | Lena Lattwein            | 67' |     |
| LW           | 28 | Tabea Waßmuth            |     | 72' |
| CF           | 17 | Ewa Pajor                |     | 83' |
| Banquillo:   |    |                          |     |     |
| GK           | 77 | Katarzyna Kiedrzynek     |     |     |
| DF           | 24 | Joelle Wedemeyer         |     | 59' |
| MF           | 33 | Turid Knaak              |     | 83' |
| FW           | 7  | Pauline Bremer           |     | 83' |
| FW           | 11 | Alexandra Popp           |     | 59' |
| FW           | 15 | Sandra Starke            |     |     |
| FW           | 32 | Sveindís Jane Jónsdóttir |     | 72' |
| Entrenador:  |    |                          |     |     |
| Tommy Stroot |    |                          |     |     |

| GK            | 41 | Anna Wellmann      |     |     |
| RB            | 21 | Anna Gerhardt      |     |     |
| CB            | 28 | Merle Barth        |     |     |
| CB            | 23 | Teninsoun Sissoko  |     | 80' |
| LB            | 2  | Sara Agrež (c)     |     |     |
| CM            | 8  | Małgorzata Mesjasz |     |     |
| CM            | 24 | Karen Holmgaard    |     | 64' |
| RW            | 6  | Maria Plattner     |     | 64' |
| AM            | 14 | Sophie Weidauer    |     |     |
| LW            | 11 | Dina Orschmann     |     | 55' |
| CF            | 25 | Melissa Kössler    | 16' |     |
| Banquillo:    |    |                    |     |     |
| GK            | 30 | Vanessa Fischer    |     |     |
| DF            | 4  | Irena Kuznetsov    |     | 80' |
| DF            | 13 | Isabel Kerschowski |     | 55' |
| DF            | 26 | Sara Holmgaard     |     |     |
| MF            | 16 | Luca Maria Graf    |     |     |
| FW            | 15 | Pauline Deutsch    |     | 64' |
| FW            | 17 | Viktoria Schwalm   |     | 64' |
| Entrenador:   |    |                    |     |     |
| Sofian Chahed |    |                    |     |     |

| Árbitro asistente: Christina Biehl Daniela Göttlinger Cuarto árbitro: Laura Duske | Reglas del partido - 90 minutos. - 30 minutos de prórroga si es necesario. - Tanda de penaltis si el resultado sigue en empate. - Nueve substitutas convocadas. - Máximo de cinco substituciones, con un sexto permitido en la prórroga. |